# Rollo (Burkina Faso)
Rollo è un dipartimento del Burkina Faso classificato come comune, situato nella Provincia di Bam, facente parte della Regione del Centro-Nord.
Il dipartimento si compone del capoluogo e di altri 16 villaggi: Boulguin, Gondékoubé, Ibi, Igondéga, Kangaré, Kangaré-Foulbé, Kobséré, Koulwéogo, Lourfa, Ouenné, Ouittenga, Pogoro, Pogoro-Foulbé, Tampouï, Toéssin e Toéssin-Foulbé.